# Hilaree Nelson

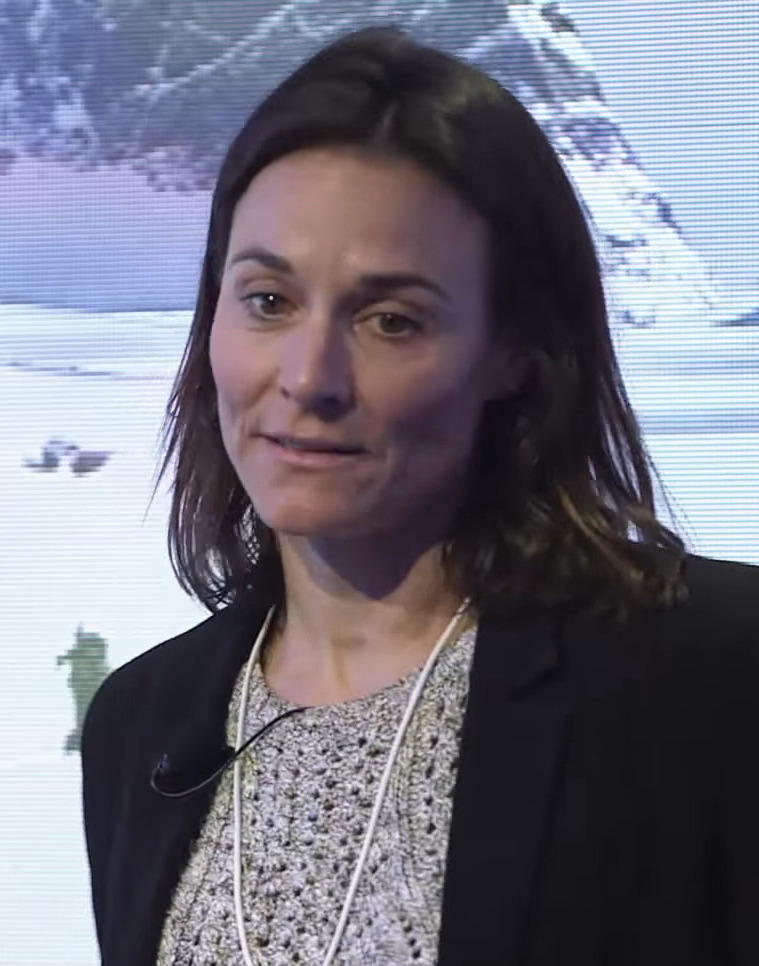
Hilaree Nelson, 2018

Hilaree Nelson (* 13. Dezember 1972 in Seattle; † 26. September 2022 am Manaslu, Nepal) war eine US-amerikanische Skibergsteigerin.

## Leben
Nelson wuchs in Seattle auf und begann im Alter von drei Jahren mit dem Skifahren am Stevens Pass. Sie wohnte in Telluride im San Miguel County im US-Bundesstaat Colorado.
Als erste Frau bestieg sie am 25. Mai 2012 mit dem Mount Everest und dem Lhotse innerhalb von 24 Stunden zwei Achttausender. Am 30. September 2018 gelang Nelson und ihrem Lebensgefährten Jim Morrison die erste Skiabfahrt auf der Dream Line vom Gipfel des Lhotse.
Sie nahm an über 40 Expeditionen teil und führte Erstbefahrungen auf der Baffininsel, auf Südgeorgien, in Argentinien, auf Kamtschatka, in Russland, auf der Teton Range und in vielen anderen Gebieten durch. In der Antarktis bestieg sie 2020 die beiden höchsten Gipfel des Kontinents und fuhr von beiden mit Skiern hinunter. Nelson schrieb in Publikationen wie National Geographic Adventure, The Ski Journal, Outside Journal und anderen. Vom Men’s Journal wurde Nelson zu einer der 25 Most Adventurous Women of the Past 25 Years gewählt. National Geographic kürte sie 2018 zu einer der Adventurers of the Year. Weiterhin war sie The North Face Global Athletic Team Captain.
Am 26. September 2022 stürzte Nelson bei der Skiabfahrt kurz unter dem Gipfel des Manaslu ab, als sie eine Lawine auslöste, die sie mit sich riss. Die ersten Bergungsversuche wurden durch schlechtes Wetter behindert; am 28. September wurde ihre Leiche am Fuß der Südwand des Manaslu gefunden und von Rettungskräften nach Kathmandu geflogen.
Sie hinterlässt zwei Söhne und ihren Lebensgefährten Jim Morrison.
Am selben Tag, an dem sie starb, kam es zu einem weiteren Lawinenabgang, bei dem ein Sherpa getötet und mehr als ein Dutzend Bergsteiger verletzt wurden. In einer buddhistischen Zeremonie in Kathmandu wurde Nelson am 2. Oktober eingeäschert.

## Erfolge (Auszug)
- 1996: Europameisterin im Extremskifahren der Frauen
- 2005: Abfahrt vom Gipfel des Cho Oyu
- 2011: Abfahrt vom Gipfel des Mount McKinley
- 2012: Erste Frau, die in 24 Stunden sowohl den Mount Everest als auch den Lhotse bestiegen hat
- 2017: Erste Skiabfahrt vom Păpușa Peak, Indien
- 2018: Erste komplette Skiabfahrt vom Lhotse

## Filme
- Lhotse
- Down to Nothing
- The Denali Experiment
- K2: The Impossible Descent